# Uno
Pour les articles homonymes, voir Uno (homonymie).
 (juin 2018).
Si vous disposez d'ouvrages ou d'articles de référence ou si vous connaissez des sites web de qualité traitant du thème abordé ici, merci de compléter l'article en donnant les références utiles à sa vérifiabilité et en les liant à la section « Notes et références ».
Le Uno est un jeu de cartes américain créé en 1971 par Merle Robbins et édité par Mattel. Basé sur les règles du 8 américain (qui se joue avec un jeu de cartes standard), le Uno lui applique un jeu de cartes spécifiquement dédié, ainsi que quelques règles supplémentaires.

## Histoire
Le Uno est inventé par Merle Robbins en 1971. Alors qu'il est coiffeur à Arlington Heights, dans l'Ohio, il se dispute avec son fils à propos des règles du 8 américain, un jeu dont les règles sont variables selon les régions des États-Unis. Il met alors au point le Uno et en produit 5 000 exemplaires, qu'il vend dans son salon de coiffure aux hommes qui attendent leur tour,. Vers 1972, il cède les droits du jeu à un commerçant, Robert Tezak, pour 50 000 dollars et une redevance de 10 cents pour chaque jeu vendu. Robert Tezak fonde une entreprise[Laquelle ?] pour commercialiser le Uno, qui connaît ensuite un grand succès,.
En France, le Uno fait partie des jeux les plus joués en famille.

## Règles du jeu

### But du jeu
Pour gagner une manche de Uno, il faut être le premier joueur à se défausser de la dernière carte de sa main. La manche s'arrête alors (après les pioches de cartes éventuelles), et l'on compte les points. Le jeu continue, manche par manche, jusqu'à ce qu'un joueur atteigne 500 points. 
Pour comptabiliser les points, il existe alors deux « écoles » : 
- Certains comptabilisent les points des perdants, et 0 point pour le vainqueur de la manche. Le vainqueur de la partie est le joueur qui a le moins de points lorsque l'un des joueurs atteint 500 points ;
- D'autres comptabilisent les points au gagnant de la manche, qui engrange les points de tous ses adversaires vaincus. Là, le vainqueur de la partie est celui qui atteint le premier les fameux 500 points. C'est la version qui est employée par le jeu vidéo officiel.
- Certains joueurs comptent plutôt le nombre de manches gagnées que le score en points. Cette version est plus appropriée pour les enfants et permet également de plus courtes parties : le premier à remporter 3 manches par exemple.

### Contenu du jeu
À son ouverture, une boîte de jeu Uno contient :
- 108 cartes réparties comme suit : 
  - 19 cartes rouges numérotées de 0 à 9 (en deux exemplaires sauf le 0, en un seul exemplaire) ;
  - 19 cartes vertes numérotées de 0 à 9 (en deux exemplaires sauf le 0, en un seul exemplaire) ;
  - 19 cartes jaunes numérotées de 0 à 9 (en deux exemplaires sauf le 0, en un seul exemplaire) ;
  - 19 cartes bleues numérotées de 0 à 9 (en deux exemplaires sauf le 0, en un seul exemplaire) ;
  - 8 cartes +2 (2 de chaque couleur : rouge, vert, jaune, bleu) ;
  - 8 cartes inversion (2 de chaque couleur : rouge, vert, jaune, bleu) présentant deux flèches entrelacées ;
  - 8 cartes « passer / passe ton tour » (2 de chaque couleur : rouge, vert, jaune, bleu)  présentant un cercle rayé en bande, symbole d'interdiction en signalisation routière;
  - 4 cartes « Joker » (présentant un ovale écartelé multicolore sur fond noir) ;
  - 4 cartes « +4 » ou « Super Joker » (présentant une carte de chaque couleur, sur fond noir).

Dans les versions plus développées et plus récentes, on trouvera des éléments de jeu supplémentaires tels que :
- un sabot de rangement offrant de l'espace pour deux jeux de 54 cartes ;
- un carnet à feuillets détachables permettant de noter les scores plus confortablement que sur papier libre ;
- un distributeur électronique de cartes (Uno Extreme) distribuant un nombre aléatoire de cartes (allant de 0 à 12) ;
- 4 cartes « Poser Tout » (présentant quatre ombres de cartes reliées par une flèche noire à une pioche), une par couleur, permettant au joueur qui les joue de se défausser en un coup de toutes les cartes de la couleur demandée ;
- 4 cartes « 2x » (une par couleur) permettant au joueur qui l'utilise de forcer le joueur suivant à appuyer deux fois sur le distributeur aléatoire de cartes (Uno Extreme)
- 1 carte « échange de jeu » (présentant deux mains en situation d'échange, sur fond noir orné du logo joker) permettant au joueur l'utilisant d'échanger sa main avec le joueur de son choix sauf ceux en situation de « UNO » ;
- 4 cartes « boomerang » (sur fond blanc) renvoyant l'effet de la dernière carte spéciale jouée à celui qui l'a posée ;
- 4 cartes « +2? » (une par couleur) et deux « +4? » ayant le même effet que des cartes « +2 » et « +4 » normales mais pouvant pénaliser indifféremment n'importe quel joueur ;
- « +1 Downpour » et « +2 Downpour » de la version Aqua, appliquant l'effet des cartes « +2 » à tous les joueurs ;
- 3 cartes vierges dites "personnalisables" (vierges sur fond noir, ornées du logo « Joker ») dotées d'un revêtement permettant l'écriture au crayon à papier de règles ou d'effets supplémentaires, à convenir entre les joueurs avant le début d'une partie.

### Préparation du jeu
Au début de chaque manche, chaque joueur tire une carte chiffre au hasard dans la pioche. Celui qui tire le chiffre le plus élevé est le donneur de la manche, mélange les cartes et en distribue sept à chaque joueur.
Il fait une pile avec le reste des cartes, faces cachées : celle-ci constituera la pioche.
Il retourne la première carte de la pioche, pour la poser face visible à côté de celle-ci afin de commencer le talon. Cette carte sert de base de départ. Une carte spéciale entraîne systématiquement l'application de son effet au premier joueur ; la seule exception étant la carte « +4 » / « Super Joker », qui doit toujours être défaussée et remise au hasard dans la pioche si elle venait à être tirée en début de manche (voir Cartes spéciales).

### Déroulement de la partie
Le joueur situé à gauche du donneur commence à jouer. Le sens de jeu est donc systématiquement le sens des aiguilles d'une montre en début de manche, ceci ne changeant que lorsqu'une carte Inversion est jouée.
Le joueur dont c'est le tour doit recouvrir la carte supérieure du talon par une carte de son jeu ayant la même couleur, le même numéro, ou le même symbole que celle-ci. Par exemple, si la carte supérieure du talon est un 7 rouge, il peut jouer n'importe quelle carte rouge ou bien un 7 de n'importe quelle couleur. À défaut, il peut également jouer une carte spéciale (voir Cartes spéciales) sur fond noir. 
Si le joueur ne possède aucune lui offrant une de ces possibilités, il doit alors tirer la carte supérieure de la pioche. Si cette carte est « jouable », il peut la poser sur le talon ; sinon, il doit la conserver en main, et passer son tour. Car un joueur peut délibérément choisir de ne pas jouer de carte de sa main même s'il possède une carte jouable, il lui faut alors tirer une carte de la pioche : si elle est « jouable », celle-ci peut alors être jouée immédiatement.
Lorsqu'un joueur joue son avant-dernière carte, il doit immédiatement annoncer à haute voix « UNO » pour indiquer à ses adversaires qu'il n'a plus qu'une seule carte en main. S'il l'oublie, qu'un de ses adversaires s'en aperçoit et le lui fait remarquer (« CONTRE-UNO »), le joueur n'ayant plus qu'une seule carte en main doit alors en tirer deux supplémentaires de la pioche, en guise de pénalité. Il sort alors de sa situation de « UNO », et devra à nouveau s'annoncer avant de poser son avant-dernière carte.
Le joueur qui s'est débarrassé le premier de toutes les cartes de sa main, remporte la manche. Celle-ci s'arrête alors immédiatement après ce tour (si la dernière carte posée est un « +2 » ou « +4 » / « Super Joker », le joueur suivant doit piocher les cartes requises), puis l'on établit les scores de cette manche et rebat les cartes en vue d'engager la manche suivante.

### Cartes spéciales
Voici leurs significations et effets :

#### La carte «+2»
Lorsque cette carte est jouée, le joueur suivant doit piocher deux cartes et passer son tour. Cette carte ne peut être jouée que sur une carte de la même couleur ou une autre carte « +2 » sans pour autant créer une accumulation des effets de la carte « +2 » (il est donc impossible de cumuler plusieurs cartes « +2 » pour faire piocher une personne plus de deux cartes, de même que pour la carte « +4 »). Cette règle a été confirmée par les créateurs du jeu.
Il est cependant possible de convenir à des règles maison, comme le cumul de ces cartes (voir Cumul des « +2 » et « +4 » /« Super Joker »).
Si cette carte est retournée en début de jeu, la même règle s'applique : le joueur à gauche du donneur doit piocher deux cartes, et c'est le joueur à sa gauche qui démarre la manche.
Si c'est la dernière carte jouée (par le vainqueur de la manche), le joueur suivant doit piocher deux cartes avant le comptage des points.

#### La carte «Inversion»
Lorsque cette carte est jouée, le sens du jeu change (si le jeu évoluait vers la gauche, il doit désormais évoluer vers la droite, et vice versa). Cette carte ne peut être jouée que sur une carte de la même couleur ou une autre carte « Inversion ». Il est ainsi parfaitement possible à deux joueurs de vider leurs mains respectives en jouant plusieurs cartes « Inversion », l'une à la suite de l'autre.
Si cette carte est retournée en début de jeu, alors c'est le joueur à la droite du donneur qui commence la manche. Le jeu continue ainsi dans ce sens jusqu'à ce qu'une autre carte Inversion soit posée. Dans une partie à deux joueurs, cette carte équivaut à une carte "Passer". 

#### La carte «Passer»
Lorsque cette carte est jouée, le joueur suivant doit passer son tour. Cette carte ne peut être jouée que sur une carte de même couleur ou sur une carte «Passer».
Si cette carte est retournée en début de jeu, le joueur à la gauche du donneur passe son tour et c'est au joueur suivant de commencer.

#### La carte «Joker»
Le joueur qui dépose cette carte (portant les quatre couleurs sur fond noir, sans nombre ni symbole) peut choisir la couleur de la carte suivante (il annoncera son choix à voix haute après avoir joué la carte). Une telle carte peut être jouée sur n'importe quelle autre carte sans aucune distinction.
Si cette carte est retournée en début de jeu, le joueur à la gauche du donneur choisira alors la couleur de départ et lancera la manche. En fin de manche, le joueur la pose puis annonce la couleur, et la manche prend instantanément fin.

#### La carte «+4» ou «Super Joker»
Lorsque cette carte (arborant quatre cartes de chaque couleur, sur fond noir orné du logo +4) est jouée, le joueur peut choisir la couleur de la carte suivante. Le joueur suivant doit piocher quatre cartes et passer son tour. Cette carte permettant une disruption du jeu (en bloquant l'écoulement naturel des cartes d'autres joueurs), elle ne peut être jouée que si le joueur n'a pas de carte de la couleur demandée au début de son tour.  
Contester un « +4 » / « Super Joker »
- Il est possible pour le joueur subissant la carte « +4 » / « Super Joker » de la contester, s'il pense que le joueur l'ayant jouée dispose bel et bien d'une carte de la couleur précédemment demandée, et a donc triché en la posant. Le joueur contesté doit alors montrer son jeu : s'il est confondu (s'il dispose bel et bien d'une carte de la couleur précédemment demandée), alors il a enfreint l'interdit ci-dessus, et doit piocher lui-même les 4 cartes du « +4 » / « Super Joker » en guise de punition.  En revanche, si la contestation est infondée (donc si le joueur ayant joué le « +4 » / « Super Joker » ne dispose en effet d'aucune carte de la couleur précédemment demandée), alors le joueur ayant contesté le « +4 » / « Super Joker » doit piocher 6 cartes (les 4 cartes du « +4 » / « Super Joker », auxquelles s'ajoutent deux cartes de pénalité) et passer son tour.
- Cette règle spécifique ouvre un pan entier de nouvelles possibilités d'un point de vue stratégique : contester un +4 subi, au risque de prendre +6 ? Poser un +4 en début de partie au risque d'être contesté, ou attendre la fin de la manche au risque d'offrir 50 points à un adversaire ? Se débarrasser de ses cartes d'une couleur précise puis jouer la carte « +4 » / « Super Joker » en espérant être contesté ?

Le « +4 » / « Super Joker » est la seule et unique carte du jeu qui ne peut pas servir d'entame de manche. Si c'est la carte « +4 » / « Super Joker » que le donneur retourne en début de jeu, alors il doit en piocher une autre qui constituera le talon. Le « +4 » / « Super Joker » est alors remis aléatoirement dans la pioche, et le +4 ne s'applique pas. La manche démarre alors avec la carte suivante.
Si c'est la dernière carte jouée (par le vainqueur de la manche) ;  le vainqueur doit choisir une couleur, le joueur suivant (celui encaissant le « +4 » / « Super Joker ») doit piocher quatre cartes, et ensuite (et seulement ensuite) débute le comptage des points. La carte « +4 » / « Super Joker » n'étant dans ce cas de figure pas accompagnée, elle ne peut par définition pas être contestée par le joueur qui l'encaisse.

#### La carte «Échange de main»
Présente en un exemplaire unique dans les jeux actuels disponibles en magasin en plus des cartes standard et des cartes personnalisables, cette carte (présentant deux mains en situation d'échange, sur fond noir orné du logo joker) permet au joueur qui la dépose d'échanger son jeu avec n'importe quel joueur SAUF avec un joueur actuellement en situation de « UNO ». Le joueur choisi ne peut refuser l'échange. Cela permet à un joueur en mauvaise posture de prendre immédiatement la tête des opérations, en échangeant par exemple sa main contre celle du joueur ayant le moins de cartes. Néanmoins, cette opération ne garantit ni la victoire, ni même le score le moins élevé en fin de manche. Étant une carte de type Joker (puisqu'elle en porte le logo sur les coins), cette carte permet au joueur qui la pose de choisir la couleur de la carte suivante (il annoncera son choix à voix haute après avoir joué la carte et échangé sa main), et de par sa nature de carte Joker peut être jouée sur n'importe quelle autre carte sans aucune distinction.
Si cette carte est retournée en début de jeu, le joueur à la gauche du donneur (celui qui lance la manche) échange instantanément sa main contre celle du joueur de son choix, puis choisira alors la couleur de départ, avant de lancer la manche.
Jouée en fin de jeu, cette carte ne permet aucune action autre que celle d'une carte « Joker » standard. Le joueur la pose, annonce la couleur, et la manche prend fin.

### Fin d'une manche
Le joueur doit annoncer « UNO » à voix haute lorsqu'il n'a plus qu'une carte en main. S'il oublie de faire cette annonce à ce moment-là, si un adversaire le remarque et le cite à voix haute (communément en disant « CONTRE-UNO »), le joueur fautif doit alors piocher deux cartes de la pioche, quittant ainsi de fait sa situation de « UNO ». Le joueur doit dans tous les cas annoncer « UNO » avant de poser sa dernière carte. S'il abat sa dernière carte sans jamais avoir dit « UNO », et qu'un adversaire annonce « CONTRE-UNO » avant lui, le "vainqueur" doit reprendre deux cartes ; la manche continue. Un joueur en situation de « UNO » ayant pioché une ou plusieurs cartes supplémentaires entre-temps, puis étant revenu en situation de « UNO » ; doit répéter « UNO » à chaque fois. Tout oubli en ce sens entraine la reprise de deux cartes dans la pioche pour le joueur distrait et confondu.
Si la pioche est épuisée avant la fin d'une manche, le talon sera mélangé (sauf la dernière carte défaussée, qui servira de continuité) pour servir de nouvelle pioche.
Lorsque l'un des joueurs abat sa dernière carte, la manche prend fin sitôt le tour accompli (si la dernière carte posée est un « +2 » ou « +4 » / « Super Joker », le joueur suivant doit tout de même piocher les cartes requises).
On compte alors la valeur en points des cartes restantes dans les mains de tous ses adversaires :
- une carte chiffre vaut sa valeur faciale ;
- une carte « Inversion », « Passer / Passe ton tour », « +2 » ou « +2 » et « 2x » (Uno Extrême) vaut 20 points ;
- une carte « Poser tout » (Uno Extrême) ou « échange de jeu » vaut 30 points ;
- une carte « Joker », « +4 » / « Super Joker » ou « Coup Extrême » (Uno Extrême) vaut 50 points.

### Pénalités
Comme mentionné ci-dessus, le joueur oubliant de dire « UNO » lorsqu’il abat son avant-dernière carte doit piocher 2 cartes de pénalité si l’un des autres joueurs annonce « CONTRE-UNO » (valable uniquement si personne n’a posé de carte après).

## Variantes de jeu
Les règles et variantes de jeu font souvent l'objet d'âpres discussions.

### À deux joueurs
À seulement 2 joueurs, les règles suivantes s'appliquent :
- Le fait de jouer une carte « INVERSION » ou « PASSER » revient à s'offrir la possibilité de rejouer immédiatement une seconde carte.
- Le fait de jouer une carte « +2 » ou « +4 » / « Super Joker »  pénalise l'adversaire qui doit tirer 2 ou 4 cartes dans la pioche, et permet de rejouer immédiatement une seconde carte puisqu'une carte de ce genre inclut également pour le joueur qui l'encaisse, de passer son tour. Ce dernier peut cependant contester le « +4 » / « Super Joker », car la règle spécifique autorisant ou non de jouer une carte « +4 » / « Super Joker », s'applique toujours.

### Uno challenge
Dans cette formule, on joue par éliminations successives en tenant les scores de la manière classique : à la fin de chaque manche, le joueur qui l'a remportée ne marque pas de points, tandis que chacun des autres joueurs marque individuellement le nombre de points qu'il a en main. Dès qu'un joueur a atteint 500 points, il est éliminé de la partie. Le jeu continue ainsi par éliminations successives, au lieu de prendre immédiatement fin comme dans la version classique. Lorsqu'il ne reste plus que 2 joueurs, Le jeu continue en duo, jusqu'à ce que l'un des deux joueurs dépasse le seuil fatidique des 500 points.
Le Uno Challenge peut ainsi être considéré comme un Uno standard à élimination.

### Cartes «0» et «7»
Dans cette variante les cartes « 0 » permettent de faire tourner les mains de tous les joueurs, leur imposant ainsi de passer leurs cartes au joueur jouant après eux-mêmes. Les cartes « 7 », quant à elles, permettent au joueur qui les joue d'échanger son paquet avec le joueur de son choix.

### Cartes identiques
En appliquant cette variante, le joueur qui possède une carte de 1 à 9 identique (même nombre) à celle qui vient d'être posée peut la poser même si ce n'est pas à son tour de jouer, et le jeu se poursuit à partir de lui (certains joueurs sont alors privés de leur tour).
Il doit en même temps crier « INTERCEPTION ». S'il ne le fait pas, il pioche 2 cartes.
Et si le même joueur a deux cartes identiques il peut également les jouer en même temps à condition que le nombre soit le même, indépendamment de la couleur.
Une sous-variante de ce jeu restreint cette possibilité à des cartes rigoureusement identiques (même nombre & couleur) et supprime la pénalité en cas de non-jeu. On dira alors « À LA VOLÉE » au lieu d'« INTERCEPTION ». C'est cette variante qui est reconnue dans les jeux vidéo UNO officiels. 

### Cumul des «+2» et «+4» /«Super Joker»
On peut également convenir en début de partie de rendre les cartes « +2 » et « +4 » / « Super Joker » cumulables ; c'est-à-dire que le fait de jouer une carte « +2 » ne pénalise pas le joueur suivant s'il pose immédiatement une carte « +2 » lui aussi. Après plusieurs cartes « +2 » jouées, le premier des joueurs qui ne peut pas suivre la série, doit piocher autant de cartes que le nombre obtenu par l'addition des « +2 », et passer son tour. Par exemple, si trois « +2 » sont posés et que le joueur suivant ne pose pas une carte « +2 », il doit piocher six cartes.
La même règle peut être appliquée aux cartes « +4 ». La carte « +4 » / « Super Joker » étant la plus puissante du jeu, elle peut être placée sur un « +2 » ; l'inverse n'est pas possible cependant.

### «Carte Uno»
Une ou plusieurs cartes Uno sont disponibles dans le jeu. Celle-ci peut-être jouée à n'importe quel moment de la partie. La carte, une fois posée, consiste à faire tourner le jeu, c’est-à-dire que tous les joueurs échangent leurs cartes dans le sens inverse des aiguilles d'une montre (si le jeu tourne dans le sens des aiguilles d'une montre) et inversement. Si un joueur annonce Uno (puisqu'il ne lui reste qu'une carte) il la pose mais les cartes des joueurs tournent quand même… donc c'est l'autre joueur qui remporte la partie. Cette carte vaut 100 points, mais n'est pas disponible dans le jeu de cartes standard actuellement vendu en magasins.

### Suites
Dans cette variante, lorsqu'un joueur a posé une carte numérotée, il peut continuer à poser des cartes de 0 à 9 portant le même numéro (éventuellement d'une autre couleur) ou un nombre consécutif (de la même couleur), permettant notamment de se débarrasser d'une quantité importante de cartes lorsqu'il a été victime de la variante « +2 »/« +4 » / « Super Joker » décrite ci-dessus. Par exemple, il est possible de réaliser la suite suivante : 6 rouges, 5 rouge, 5 rouge, 4 rouge, 4 vert, 5 vert. Le joueur peut être interrompu dans sa suite par un joueur ayant une carte identique (variante des cartes identiques). Rappel : il est impossible d'accumuler deux cartes spéciales comme +2/+4.

### Suite Royale
Cette variante de la suite permet à un joueur possédant une suite de chiffre complète de 1 à 9, peu importe la couleur, de la poser en commençant par le chiffre 1 ou 9. Cette pose ne peut pas être interrompu et il n'est pas nécessaire de dire Uno, cependant, la première carte de la suite doit pouvoir être posée normalement et les cartes posées à la suite ne peuvent contenir qu'une seule fois le même chiffre.

### Fin d'une manche
À la fin d'une manche, le joueur qui oublie d'annoncer Uno prend 2 cartes. Cependant il existe une variante : si le joueur possède deux, trois ou quatre cartes en main d'un nombre identique mais de couleurs différentes, (exemple : un 7 bleu et un 7 rouge ou un 2 rouge, un 2 jaune et un 2 bleu...) celui-ci peut poser les cartes en question en même temps sans avoir à dire Uno et peut donc remporter la manche.

### Pioche
Dans cette formule, si un joueur ne peut pas jouer, il doit piocher jusqu'à ce qu'il puisse poser une carte, avec une limite de trois cartes. Si le joueur pioche une carte jouable, il n'est cependant pas obligé de la jouer et peut piocher jusqu'à trois cartes, lui laissant ainsi une plus grande marge de manœuvre.

### Le «+4»
Dans cette variante, on ne peut poser une carte « +4 » seulement si on ne peut rien jouer d'autre. Le joueur suivant pioche donc 4 cartes et passe son tour et le prochain continue de jouer sur la couleur demandée par le premier. Si un joueur pose une carte « +4 » alors qu'il pouvait jouer autre chose que cette carte, le joueur suivant uniquement (s'il le veut) peut annoncer : « tu bluffes ». Le poseur de la carte est alors contraint de montrer son jeu au joueur qui prononce cette phrase. Si effectivement il bluffe et pouvait jouer autre chose, il reprend sa carte « +4 » et pioche 6 cartes et le joueur suivant ne pioche rien, si en revanche il ne bluffe pas, c'est l'autre joueur qui en prend 6.
Si la couleur demandée par un joueur à l'aide d'un « +4 » n'est pas présente dans la main de celui qui doit piocher, il peut alors poser lui aussi un « +4 ». Le troisième joueur pioche alors 8 cartes et peut aussi annoncer la phrase : « tu bluffes » à l'un des deux joueurs, ou même aux deux à tour de rôle. S'il se trompe, il rajoute 2 cartes à celles qu'il doit piocher, donc 4 s'il demande aux deux, en revanche si l'un des deux bluffe vraiment, c'est lui qui pioche.
La suite dépend des talents d'acteur des joueurs pour sauver leur partie ou pour faire piocher plus de cartes à l'autre. Un joueur peut bloquer cette carte en mettant une carte 0 ou une carte Passer.

### Le temps limité
Dans cette variante, le joueur possède un temps limité, et s'il met trop de temps à choisir sa carte, il en pioche deux !

### Mauvaises cartes
Au début de chaque mène, une carte est piochée au hasard dans le paquet de carte par le donneur, montrée aux joueurs, et replacée dans le paquet. Toutes les cartes identiques à la carte piochée par le donneur sont « maudites ». Si un joueur pose une carte maudite sans terminer ou si une carte maudite est présente dans le jeu d'un joueur alors que la mène est terminée, le joueur ajoute à son score +25 points si la carte maudite est un chiffre, +50 points si la carte maudite est un « +2 », un « changement de sens » ou un « passe ton tour », et +75 points si la carte maudite est un changement de couleur ou un « +4 ». En revanche, si le joueur termine avec une carte maudite, les autres joueurs prennent les points indiqués précédemment (en plus des points présents dans leur jeu). Pour que cette variante soit intéressante, il faut l'associer aux variantes cartes « 0 » et « 7 » décrites plus haut pour que les joueurs puissent se débarrasser d'une carte maudite en changeant de jeu.

### UNO Rapido
Il s'agit d'une variante du jeu de Uno basée sur les réflexes et la rapidité des joueurs. Tout doit être plus rapide : la distribution, le jeu…
Elle fonctionne avec le même jeu et selon les mêmes règles du Uno classique, auxquelles sont ajoutées cinq règles supplémentaires.
Règles
- Tout d'abord, la règle du « piocher, c'est jouer » : si le joueur 1 ne peut placer aucune de ses cartes et qu'il est contraint de piocher, ou qu'il est victime d'un « +2 », « +4 » ou d'une carte « UNO », il pioche et c'est au tour du joueur 2.
- La règle de confusion : chaque fois qu'un joueur joue au mauvais moment, se trompe en distribuant, ou oublie les règles, en bref chaque fois qu'il ne suit pas, il est « confus » et doit piocher deux cartes. Il peut en revanche jouer si c'est son tour. C'est aux autres joueurs de décider s'il est confus.
- La règle de défense : quand le joueur 1 pose une carte « UNO », « +2 », « +4 », le joueur 2 peut se défendre en jouant par-dessus une carte identique (même si elle n'est pas de la même couleur). Le joueur 3 recevra alors le cumul des cartes précédentes : +2 +2 = +4 ; +4 +4 = +8, etc. mais il peut également se défendre. Dans tous les cas, le dernier à ne plus pouvoir se défendre recevra le cumul des cartes précédentes.

Attention : Le cumul ne prend pas en compte les cartes dont un joueur a déjà subi les effets. Exemple : le joueur 1 joue un « +2 ». Le joueur 2 pioche deux cartes. Le joueur 3 joue un nouveau « +2 » par-dessus : le joueur 4 ne ramassera que deux cartes. On ne cumule pas avec le « +2 » précédent.
Il est également possible de se défendre en posant une carte « interdit de jouer » sur la précédente. Mais cela ne cumule pas les sauts de tours : le joueur 1 pose une carte « interdit de jouer », le joueur 2 se défend en en posant une autre, le joueur 3 passe son tour, c'est donc au joueur 4 de poser une carte.
- La règle du Rapido : quand un joueur possède une carte identique à celle du dessus de la pile, il peut la poser à tout moment en disant : « Rapido ». Cette règle est proche de la variante « Interception » du Uno classique. Il y a deux cas de figure :

1. Le joueur 1 dit « Rapido » quand ce n'est pas à lui de jouer. C'est à présent le tour du joueur 2.
2. Le joueur 1 dit « Rapido » alors que c'est à son tour de jouer. Il peut alors jouer normalement, et placer un nouveau Rapido. C'est ensuite au tour du joueur 2.

Les joueurs ne sont pas tenus de placer tous les « Rapidos » qu'ils possèdent.
On ne peut pas placer un « Rapido » sur un « +2 », « +4 », « UNO » ou « interdit de jouer » lorsque c'est à notre tour et rejouer par-dessus car la règle de défense prime sur celle du « Rapido ».
NB : les joueurs doivent bien faire attention à dire « Rapido » au bon moment s'il ne veut pas être déclaré confus. S'il joue une carte de sa main et pose immédiatement un « Rapido » par-dessus, il doit prendre garde à bien dire « Rapido » en posant sa deuxième carte.
- La carte UNO : elle présente la même face des deux côtés. Elle se joue sur n'importe quelle carte qui n'est pas un « +2 », « +4 » ou « interdit de jouer » et fait piocher huit cartes au joueur suivant. Celui-ci peut en revanche jouer après avoir pioché.

Décompte
Au terme de chaque partie, les joueurs comptent les points des cartes qu'il leur reste en main. Le gagnant obtient bien sûr 0 point.
Les cartes « nombres » valent le chiffre qu'elles portent. Les cartes « interdit de jouer » ou « changement de sens » valent 20 points. Les cartes joker, « +2 » ou « +4 » valent 50 points. Enfin, le « Uno » compte pour 100 points.
Le premier joueur à atteindre 500 ou 1 000 (selon la durée du jeu) est le perdant. Le dernier, est déclaré gagnant.

### UNO Olympique
Il s'agit d'une compilation de variantes, pour faire appel à la réactivité des joueurs. Ils n'ont pas plus de quelques secondes pour jouer. La complexité des règles provoque un grand nombre de pénalités, et chaque communauté de joueurs se crée sa jurisprudence.
Règles générales
1. La partie commence dès le début de la distribution. Toutes les règles générales s'appliquent alors.
2. L'ensemble des joueurs forme un « Tribunal Populaire », qui a toujours raison et qui vote en cas de litige. En général, la simple phrase « Tribunal populaire ? » pousse le défendeur à accepter son sort.
3. La pénalité consiste en une carte piochée en sanction. En aucun cas elle n'influe sur l'ordre des tours : un joueur qui prend une pénalité ne saute pas le sien.
4. Le mot « Carte » est banni et celui qui l'énonce prend une pénalité. Il est remplacé par un mot défini par les joueurs avant la partie.
5. Le Camouflet : tout comportement contraire à l'esprit olympique coûte une pénalité : insulte, geste ou mot vulgaire, comportement non sportif, etc.
6. On considère que c'est le jeu qui importe, et non le joueur, dans le cas d'un changement de jeux. Si A échange ses cartes avec B, on considère que c'est B qui vient de jouer et le tour reprend à lui.

Distribution
1. Le donneur distribue entre 7 et 15 cartes, à son choix. Un joueur peut demander un recomptage en cas de mauvaise distribution supposée. Celui qui s'est trompé prend une pénalité.
2. Le sens de distribution des cartes est au choix du donneur et définit le sens du jeu. Un joueur qui demanderait le sens prendrait une pénalité.
3. On change de donneur à chaque manche.
4. On ne regarde pas son jeu tant que la première carte du talon n'est pas révélée, ou pénalité.
5. On considère que c'est le donneur qui a posé la première carte, et qui fait donc les choix s'y rapportant (joker, « +4 », etc.)

Déroulement
1. Le jeu doit être rapide. Quelqu'un qui hésite ou ignore que c'est à lui prend une pénalité.
2. Se tromper de carte ou de moment pour jouer coûte une pénalité.
3. L’Interception : un joueur peut intercepter le tour en posant une carte exactement identique (couleur ET forme) sur le haut de la défausse. Le tour de jeu reprend à partir de lui.
4. Deux cartes exactement identiques (couleur ET signe) peuvent être jouées en même temps, sautant le tour du suivant. C'est différent de l'interception.
5. Si une décision doit être prise concernant une carte (0, 7, +4 ou Joker), elle doit être annoncée dès sa pose. Si l'oubli est remarqué, pénalité.

Cartes spéciales
1. La carte « UNO » double-face est « invisible » : elle permet à un joueur d'éviter un malus, mais n'annule pas le malus : il est reporté sur le suivant. Elle peut être jouée n'importe quand.
2. La Surenchère : les « +2 » peuvent être recouverts par des « +4 » et des « +2 ». Le « +4 » ne peut être recouvert que par un « +4 ». On ne peut pas dire « tu bluffes » à quelqu'un qui se défend contre un malus.
3. Poser un « 0 » permet de tourner les jeux dans le sens du choix du poseur. Ce n'est pas obligatoire.
4. Poser un « 7 » permet d'échanger son jeu avec le joueur de son choix. Ce n'est pas obligatoire.
5. Poser un « 2 » oblige les autres joueurs à poser des « 2 » ou à piocher jusqu'à la fin du tour de table.

Décompte
1. Les cartes ont leur valeur officielle.
2. La carte UNO vaut 100 points.
3. Un joueur qui atteint un compte rond (100, 200, etc.) en tout ou pour une manche obtient une réduction de 99 points sur son score.

### Uno H2O Splash Game
Depuis peu, la version H2O Splash du Uno permet de jouer dans l'eau. Le jeu comporte en outre deux nouvelles cartes. Les « Downpour » +1 et +2. Si une carte « Downpour » +1 ou +2 est jouée, tous les autres joueurs doivent piocher une ou deux cartes, selon la carte « Downpour » jouée. Celui qui joue la carte peut aussi choisir une nouvelle couleur ; le jeu se poursuit alors dans la même direction. Ces cartes sont compatibles avec les instructions du jeu Uno original.

### Uno Wizz
Il s'agit d'une variante avec des actions supplémentaires. Un joueur peut jouer une carte Wizz (illustrées d'un motif de tourbillon au centre) comme il jouerait une carte portant un chiffre ordinaire. Cependant, quand une carte Wizz est jouée, le joueur suivant doit faire tourner la roue. Lorsqu’un joueur fait tourner la roue, il ne peut pas jouer de carte. La roue indique alors une action à effectuer :
1. Presque Uno : Débarrassez-vous de toutes vos cartes sauf 2.
2. Un chiffre en moins : Débarrassez-vous de toutes vos cartes portant le même chiffre.
3. Une couleur en moins : Débarrassez-vous de toutes vos cartes de la même couleur.
4. Carte rouge : Le joueur doit piocher des cartes jusqu'à ce qu'il pioche une carte rouge ou une carte JOKER.
5. Carte bleue : Le joueur doit piocher des cartes jusqu'à ce qu'il pioche une carte bleue ou une carte JOKER.
6. Échange de mains : Chaque joueur échange sa main avec le joueur à sa gauche.
7. Main visible : Montrez votre main à tous les autres joueurs.
8. Uno wizz : Le premier joueur à crier « Uno wizz » met une carte dans le talon.
9. La guerre : Tous les joueurs montrent en même temps leur carte portant le chiffre le plus élevé. Le joueur dont la carte a le chiffre le plus élevé peut la mettre dans le talon.

### Autres variantes
- Uno Extreme (Uno Attack aux États-Unis) : quand un joueur doit piocher, il actionne une machine qui distribue aléatoirement entre 0 et 7 cartes. C'est cette variante qui remplace les cartes « +2 » et « +4 » / « Super Joker » par les cartes « Poser Tout » et « Coup Extrême », du fait d'utiliser un distributeur aléatoire de cartes.

- Uno Robot : un robot interactif peut, à tout moment, intervenir et modifier les règles du jeu.
- Uno Totem Power : quatre « totems » (un de chaque couleur, marquée U, N, O, et !) peuvent être capturés ou échangés par les joueurs. Un totem permet de contrer les cartes « action », et la possession simultanée des 4 pièces permet d'obtenir un Uno immédiat.

- Uno Dice avec des dés
- Uno Master : un chronomètre électronique fixe le délai de réflexion maximal dont dispose chaque joueur à chaque tour. Il y a 3 vitesses de jeu possibles.
- Uno Flip : les cartes ont des symboles des deux côtés, du côté dit « foncé », les cartes actions changent et la carte « +2 » a été remplacée par la carte « +5 ».
- Uno All-Wild : toutes les cartes du jeu sont des cartes sur fond noir...

## Adaptation en jeux vidéo
Uno a fait l'objet de plusieurs adaptations en jeu vidéo, tant sur consoles que sur mobiles ou ordinateur. L'avantage de ces versions vidéoludiques, est leur capacité d'incorporer bon nombre des règles personnalisées comme le cumul des cartes +2 et +4 ou encore le jeu « à la volée ».